# Plinia arenicola
Plinia arenicola är en myrtenväxtart som beskrevs av Urquiola och Z.Acosta. Plinia arenicola ingår i släktet Plinia och familjen myrtenväxter. Inga underarter finns listade i Catalogue of Life.